# Emanuele Brioschi
Emanuele Brioschi (Milano, 23 giugno 1975) è un ex calciatore italiano, di ruolo difensore.

## Carriera
Ha esordito in Serie A con il Bari nella stagione 1994-1995. Nella massima serie ha giocato anche con Venezia (1998-2000) e Bologna (2000-2002) per un totale di 107 partite e 3 reti, tutte segnate con la maglia del Bologna.
Ha giocato anche in Serie B con il Cosenza dove però nella stagione 2002-2003 è retrocesso in Serie C1. Tra i cadetti ha militato anche con Bari e Venezia, mentre nel 2007-2008 ha indossato la maglia della Cremonese con cui ha perso ai play-off la promozione in Serie B.
Dal luglio 2008 ha militato nel Como in Seconda Divisione dove al termine del campionato ha ottenuto con la sua squadra la qualificazione ai play-off e la successiva promozione in Prima Divisione.
Il 23 dicembre 2009 ha annunciato il suo ritiro..
Dopo il ritiro gestisce un bar in Piazza Bausan a Milano.